# Infallsvinkel

Fig. 1: Infallsvinkel

Infallsvinkeln eller ovanligt incidensvinkel är vinkeln mellan en inkommande stråle och normalen till den yta den träffar. I Fig. 1 representerar den röda pilen en stråle som bildar en vinkel {\displaystyle \theta } mot normalen (streckade linjen). 